# Сијера Ранг
Сијера Ранги (енгл. Cierra Runge; Кокранвил, 7. март 1996) америчка је пливачица чија специјалност је пливање слободним стилом.
Актуелна је олимпијска победница из Рио де Жанеира 2016. у штафети 4×200 метара слободно, односно светска првакиња из Казања 2015, такође у штафети 4×200 метара слободним стилом. У Казању је учестовала и у трци на 400 метара слободно где је била девета.